# Markus Trautmann
Markus Trautmann, född 12 december 1971, grundare och programledare på Manspodden] tillsammans med Leif Jitelius. Markus har tidigare arbetat som programledare, trailerredaktör och musikproducent på Sveriges Radio P3, P4 och P5 Radio Stockholm 103,3. Under åren 2003 till 2008 var han programledare på stockholmskanalen Svenska favoriter. Markus har skrivit och producerat radiosketcher till bland annat till P3-programmet Så funkar det.
Från hösten 2019 är Trautmann programledare på Bauer-ägda Rockklassiker.